# SNCASE SE-2010 Armagnac
Lo SNCASE SE-2010 Armagnac era un aereo da trasporto passeggeri progettato dall'azienda francese Société nationale des constructions aéronautiques du sud-est (SNCASE) a metà degli anni quaranta.
Nelle intenzioni iniziali era destinato ad affrontare rotte commerciali di lungo raggio, comprese quelle che prevedevano l'attraversamento del Nord Atlantico. La sua carriera operativa fu però condizionata dagli elevati costi di esercizio che ne compromettevano l'economicità d'impiego.
Ne furono realizzati solamente nove esemplari che furono utilizzati prevalentemente nei primi anni cinquanta per collegamenti verso Saigon, all'epoca città principale dell'Indocina francese.

## Storia del progetto
La prima stesura del progetto dell'Armagnac risale al 1942, in funzione di una richiesta relativa ad un aereo che potesse trasportare ottantasette passeggeri lungo la linea Marsiglia- Algeri oppure trentadue su rotte transatlantiche.
Il velivolo, secondo alcune fonti denominato SE-2000, doveva essere equipaggiato con motori Gnome et Rhône capaci di sviluppare la potenza di 2 100 cavalli vapore (1 500 kW); questo motore (denominato Gnome-Rhône 18R) era un radiale a diciotto cilindri raffreddati ad aria e disposti in doppia stella, dotato di compressore monostadio a tre velocità.
La denominazione SE-2000 del primo progetto non è però univoca, in quanto altra fonte si riferisce con questa identica sigla anche ad un bombardiere "stratosferico" in grado di volare ad oltre 10 000 m e dotato di autonomia transatlantica, equipaggiato con lo stesso tipo di motore.
In ogni caso il progetto venne successivamente rivisto per culminare, nel 1948, nel quadrimotore SE-2010 per il quale si definirono una configurazione per voli a lungo raggio in grado di alloggiare sessantaquattro passeggeri ed una per i collegamenti più brevi nella quale potevano essere ospitati fino a centosette viaggiatori.
Il prototipo, equipaggiato con quattro radiali Pratt & Whitney Wasp Major, si librò in volo per la prima volta il 2 aprile del 1949; il programma produttivo, forte di un ordine di quindici esemplari sottoscritto dall'Air France, prevedeva l'adozione di motori turboelica sugli esemplari costruiti successivamente.

## Tecnica

### Cellula
Monoplano ad ala media, l'Armagnac era un quadrimotore dalla struttura interamente metallica. La fusoliera presentava sezione tondeggiante che si rastremava in coda, per terminare in un impennaggio di tipo classico. L'ala era dritta con corda progressivamente ridotta verso le estremità, sia al bordo d'entrata che al bordo d'uscita.
Caratteristico era il disegno della cabina dei passeggeri, che si trovava disposta su diversi livelli come testimoniato esteriormente dalla collocazione degli oblò, di forma rettangolare. A seconda della distanza da coprire, per l' SE-2010 erano previste diverse configurazioni che permettevano di ospitare fino a centosette passeggeri; questo numero si riduceva fino a ottantaquattro, oppure sessantaquattro, nel caso delle destinazioni più lontane.
L'ala sorreggeva le quattro gondole dei motori e, nella parte esterna a queste, era dotata di paretina antiscorrimento sia all'intradosso che all'estradosso.
Il carrello d'atterraggio era retrattile, di tipo triciclo anteriore. Le gambe posteriori si ritraevano, con movimento in avanti, nella zona inferiore delle gondole motore più interne ed erano contraddistinte da ruote doppie.

### Motori
L'Armagnac era equipaggiato con quattro motori radiali Pratt & Whitney R-4360 Wasp Major: si trattava di motori a ventotto cilindri, raffreddati ad aria, capaci di sviluppare una potenza pari a 3 000 cavalli vapore britannici (2 200 kW), valore che, nelle versioni utilizzate in un secondo tempo, salì a 3 500 cavalli vapore britannici (2 600 kW). I motori azionavano eliche quadripala, metalliche.

## Impiego operativo
Al termine delle prove valutative, l'Air France rifiutò l'acquisto del velivolo: la motivazione ufficiale di tale scelta viene indicata nel mancato gradimento della prevista installazione di cuccette (soluzione considerata superata), mentre altri difetti risultano essere costituiti dallo scomparto passeggeri disposto su più livelli e carente di illuminazione (per il ridotto numero di oblò).
La realtà però sarebbe stata un'altra: l'aereo, troppo pesante e spinto da motori tutt'altro che parchi nei consumi, sarebbe stato poco economico nella gestione e sostanzialmente superato.
La SNCASE decise comunque di completare la produzione degli otto esemplari già impostati sulle linee di montaggio; mentre il prototipo rimase distrutto, il 30 giugno 1950, in un incidente occorso durante una manovra di decollo, il primo esemplare di serie fu acquistato dalla compagnia Transport Aériens Intercontinentaux (TAI) che, subito dopo, ne acquistò altri tre. Furono sufficienti otto mesi di servizio per confermare le valutazioni fatte da Air France: la scarsa economicità di gestione degli aerei ne determinò il ritiro dalle rotte operative della TAI.

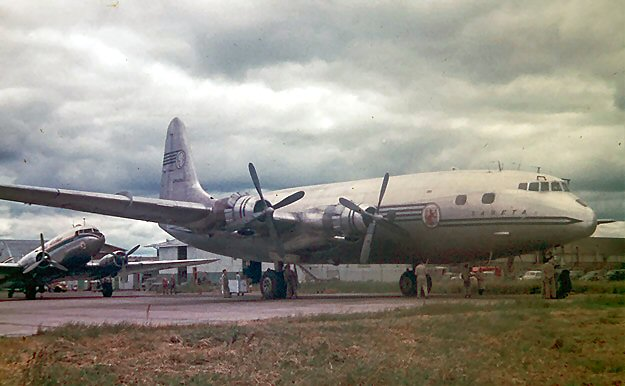
Uno degli Armagnac utilizzati per il trasporto degli atleti francesi verso Melbourne, sede dei giochi della XVI Olimpiade.

Gli aerei rimasero all'incirca un anno parcheggiati a Tolosa; successivamente sette di essi furono "riesumati" per entrare in servizio con la Société Auxiliaire de Gérance et d'Exploitation de Transport Aériens (SAGETA), società fondata dalle principali compagnie aeree francesi allo scopo di gestire le operazioni di collegamento con l'Indocina, territorio all'epoca interessato dal conflitto che avrebbe definitivamente sancito la perdita della colonia.
Impiegati principalmente sulla rotta Tolosa - Saigon (con tappe intermedie a Beirut, Karachi e Calcutta), gli Armagnac diedero buona prova di sé accumulando oltre 2 700 ore di volo senza incidenti degni di nota. Sul finire degli anni cinquanta gli aerei risultano impiegati per collegamenti con le colonie del Nordafrica.
Due Armagnac con le insegne della SAGETA furono impiegati in occasione dei giochi della XVI Olimpiade, svoltesi dal 22 novembre all'8 dicembre 1956: vennero destinati al trasporto del contingente francese a Melbourne, in Australia.
L'ottavo Armagnac, ultimo rimasto del piccolo lotto produttivo, fu assegnato dalle autorità statali alla Société Nationale d'Étude et de Construction de Moteurs d'Aviation (SNECMA), per svolgere test operativi necessari per lo sviluppo del turbogetto Atar e la sua designazione fu modificata in "SE-2060".

### Incidenti
Nel corso della propria carriera operativa l'Armagnac risultò "un mulo" e solo un esemplare, oltre il prototipo, andò perduto: il 29 gennaio 1957 proveniente dall'aeroporto di Tunisi l'esemplare immatricolato "F-BAVG" precipitò in fase di atterraggio all'Aeroporto di Parigi Orly in condizioni meteo avverse, per cause non imputabili a difetti dell'aereo. Nell'incidente perirono un passeggero ed uno dei dieci membri dell'equipaggio.
L'esemplare immatricolato "F-BAVH" fu vittima di un attentato, il 19 dicembre 1957: durante il volo, operato sulla rotta Orano - Parigi, una bomba fu fatta esplodere nella toilette causando un largo squarcio nella fusoliera. L'aereo effettuò un atterraggio d'emergenza un'ora e mezza dopo lo scoppio dell'ordigno all'Aeroporto di Lione-Bron. L'organizzazione dell'attentato, che non provocò vittime, fu attribuita ad una cellula del Fronte di Liberazione Nazionale.

## Utilizzatori
Francia
- Transport Aériens Intercontinentaux
- Société Auxiliaire de Gérance et d'Exploitation de Transport Aériens

### Annotazioni
1. ↑  All'epoca la SNCASE operava a Marignane, nel territorio della zona libera della Francia, ufficialmente indipendente ma in realtà stato satellite del Terzo Reich.
2. ↑  L'aeroporto di Tolosa Blagnac sorge nei pressi degli stabilimenti che all'epoca erano della SNCASE, successivamente confluita nell'Airbus.

### Fonti
1. ↑  S.N.C.A.S.E. SE-2010 'Armagnac', www.aviafrance.com.
2. 1 2 3 4 5 6 7 8 9  Angelucci e Matricardi, 1979, p. 198.
3. ↑  Flight, 8 giugno 1944, p. 610.
4. 1 2 3 4 5 6 7 8 9  Hartmann, 2005, p. 14.
5. 1 2 3 4 5 6 7  Angelucci e Matricardi, 1979, p. 199.
6. 1 2 3  SNCASE SE.2010 Armagnac, su Aviation Safety Network.
7. ↑  Sud-Est SE 2010 Armagnac, in Klassiker der Luftfahrt.
8. ↑  Sud-Est S.E.2010 Armagnac, in 1000aircraftphotos.com.
9. ↑  Mathieu, 2017, Histoires d'Aviateurs.

### Periodici
- (EN) The French Aircraft Industry (PDF), in Flight, Sutton, Surrey - UK, Reed Business Information Ltd., 13 ottobre 1949,  p. 490. URL consultato il 14 febbraio 2018.
- (EN) Behind the Lines (PDF), in Flight, Sutton, Surrey - UK, Reed Business Information Ltd., 8 giugno 1944,  p. 610. URL consultato il 15 febbraio 2018.